# La mappa del nuovo mondo
La mappa del nuovo mondo è un album del 1993 della cantante Teresa De Sio.

## Tracce
1. Io non mi pento – 3:55
2. Anima linda – 3:32
3. Ritmi cubani – 3:52
4. Le fontane di Tetouan – 5:05
5. La vita così è – 3:48
6. Pedala pedala (Una ragazza al Giro d'Italia) – 4:16
7. Fa che piova caffè nel campo – 4:30
8. Amantea – 1:35
9. Buenos dias – 3:58
10. Sta passando 'o jazz – 5:06
11. Teresa stanca di guerra – 1:30

## Formazione
- Teresa De Sio - voce, chitarra acustica, organetto
- Michele Ascolese - chitarra classica, chitarra acustica, chitarra elettrica, bouzouki
- Ares Tavolazzi - basso fretless, contrabbasso
- Ellade Bandini - batteria
- Bruno Cesselli - pianoforte, tastiera
- Roberto Vernetti - programmazione, tastiera
- Vittorio Cosma - pianoforte, tastiera (1)(4)(6)
- Paolo Costa - basso stick
- Max Costa - programmazione
- Antonello Salis - fisarmonica
- Demo Morselli - tromba (1)
- Roberto Coltellacci - tromba
- Ferruccio Corsi - tromba
- Aldo Bassi - flauto (3)
- Vincenzo Zitello - arpa